# Cashel (comté de Tipperary)
Pour les articles homonymes, voir Cashel.
Cashel (en irlandais Caiseal Mumhan) est une ville du comté de Tipperary, située au sud des Midlands d’Irlande, d'un peu moins 5 000 habitants.

## Toponymie
Cashel a pour nom irlandais Caiseal Mumhan, qui signifie « forteresse de pierre du Munster ».

## Géographie
Cashel se trouve sur la N8, la route nationale reliant Dublin à Cork.

### Rock of Cashel
À l'ouest de Cashel se dresse une colline, le Rock of Cashel, symbole de la ville pour l’ensemble architectural et archéologique bâti à son sommet, abritant des édifices religieux ainsi que l'ancien siège des rois du Munster. C'est là que, lors d'un sermon demeuré célèbre, Maewyn Succat, dit saint Patrick, montra une feuille de trèfle pour figurer la Trinité.

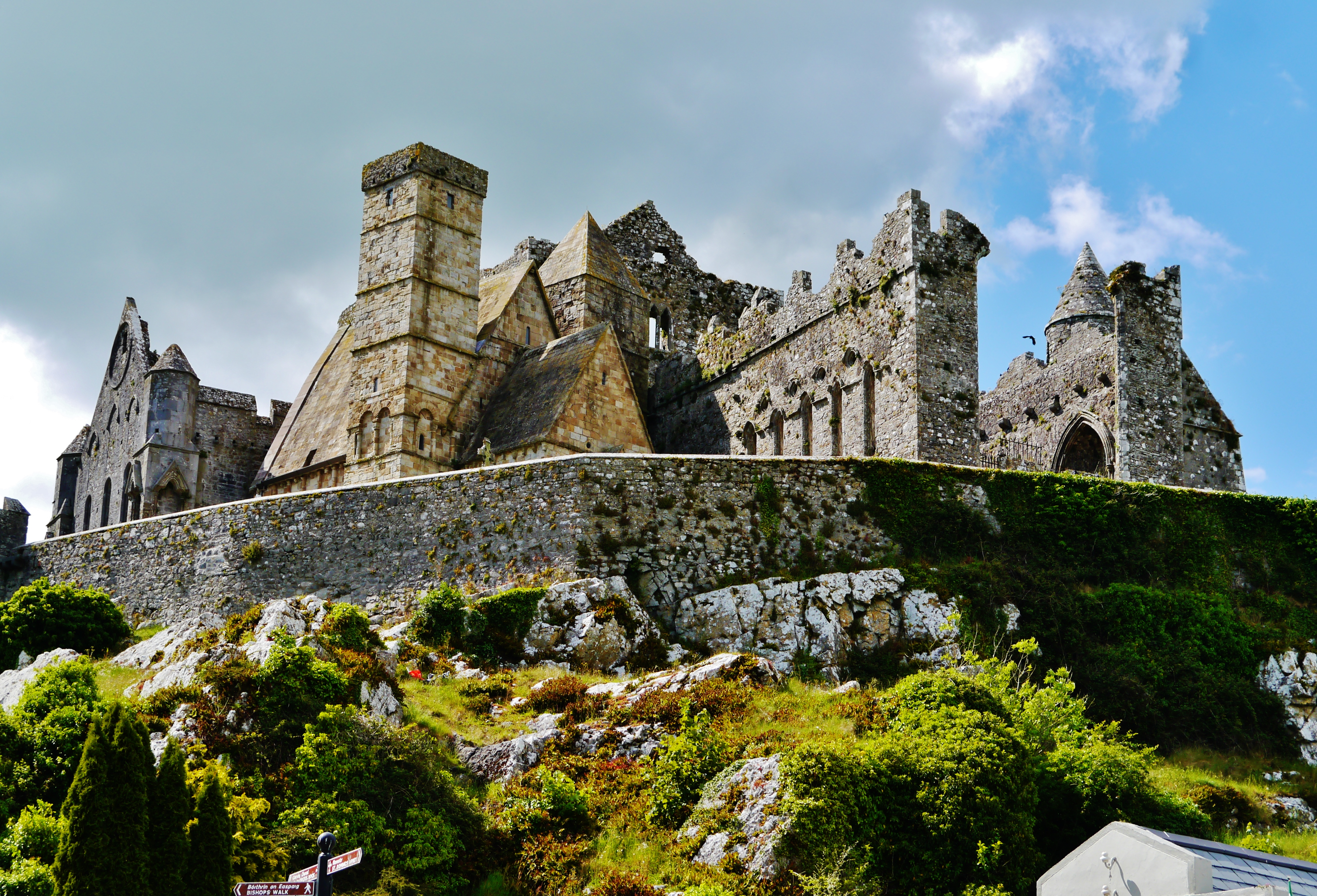
En contre-bas depuis la ville de Cashel.
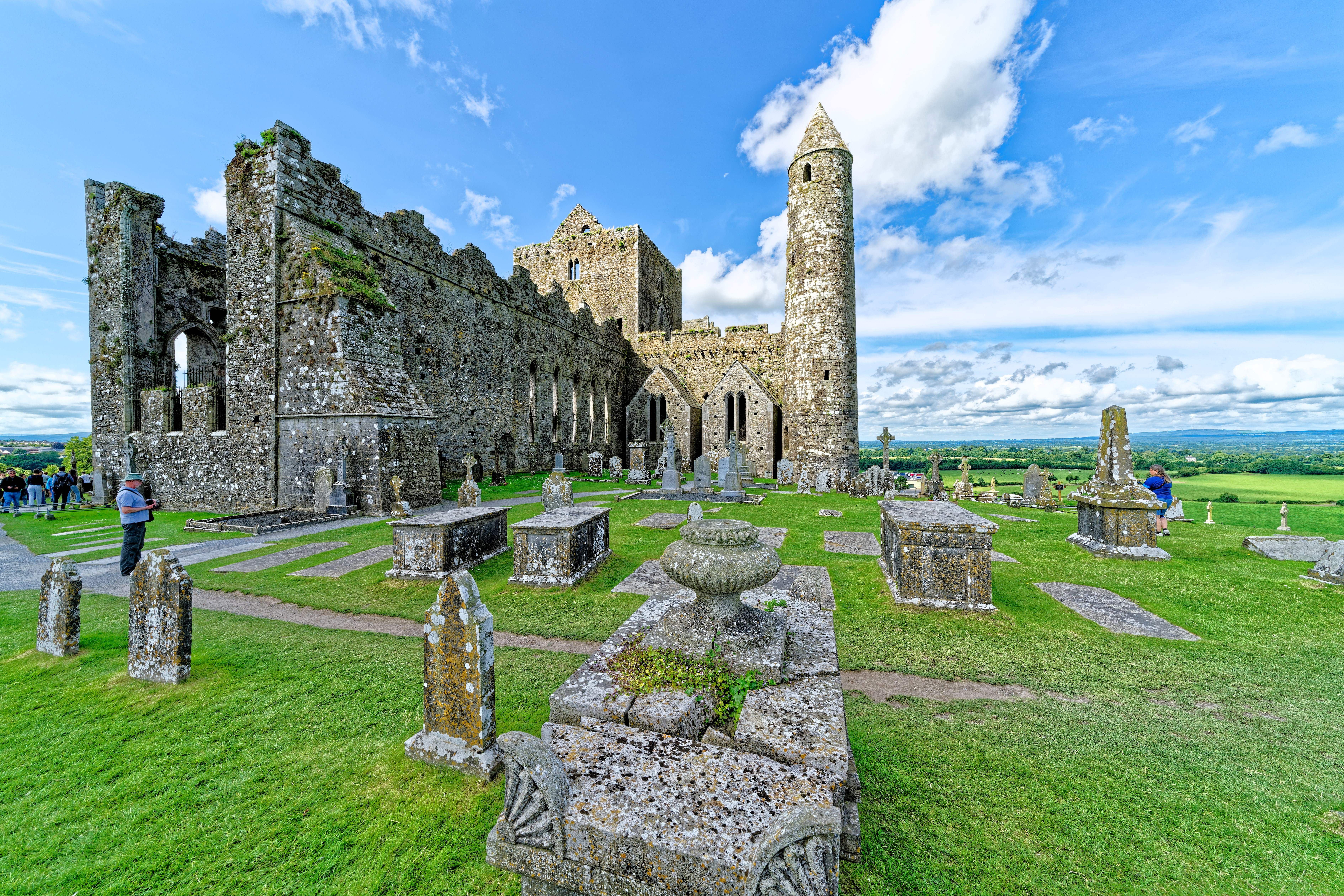
Du plateau, au sommet du rocher, avec la tour ronde et le cimetière.

## Histoire
Cashel fut la capitale du royaume de Munster.
C'est dans cette ville que fut assemblé, en 1172 à la demande d'Henri II d'Angleterre, le synode de Cashel (en). Celui-ci incluait des attitudes envers le mariage, le célibat clérical, le système sacramentel et le contrôle des terres de l'église.

## Culture
La ville est connue pour son fromage à pâte persillée, le Cashel Blue.
Cashel a accueilli le Fleadh Cheoil en 1969.

### Jumelages
Cashel fait partie de la Charte des Communes Rurales d'Europe qui comprend une entité par État membre de l’Union européenne, soit 27 autres communes, :
- Hepstedt (Allemagne)
- Lassee (Autriche)
- Bièvre (Belgique)
- Slivo pole (Bulgarie)
- Léfkara (Chypre)
- Tisno (Croatie)
- Næstved (Danemark)
- Bienvenida (Espagne)
- Põlva (Estonie)
- Kannus (Finlande)
- Cissé (France)
- Kolindros (Grèce)
- Nagycenk (Hongrie)
- Bucine (Italie)
- Kandava (Lettonie)
- Žagarė (Lituanie)
- Troisvierges (Luxembourg)
- Nadur (Malte)
- Esch (Pays-Bas)
- Strzyżów (Pologne)
- Samuel (Portugal)
- Starý Poddvorov (Tchéquie)
- Ibănești (Roumanie)
- Desborough (Royaume-Uni)
- Medzev (Slovaquie)
- Moravče (Slovénie)
- Ockelbo (Suède)

### Religion

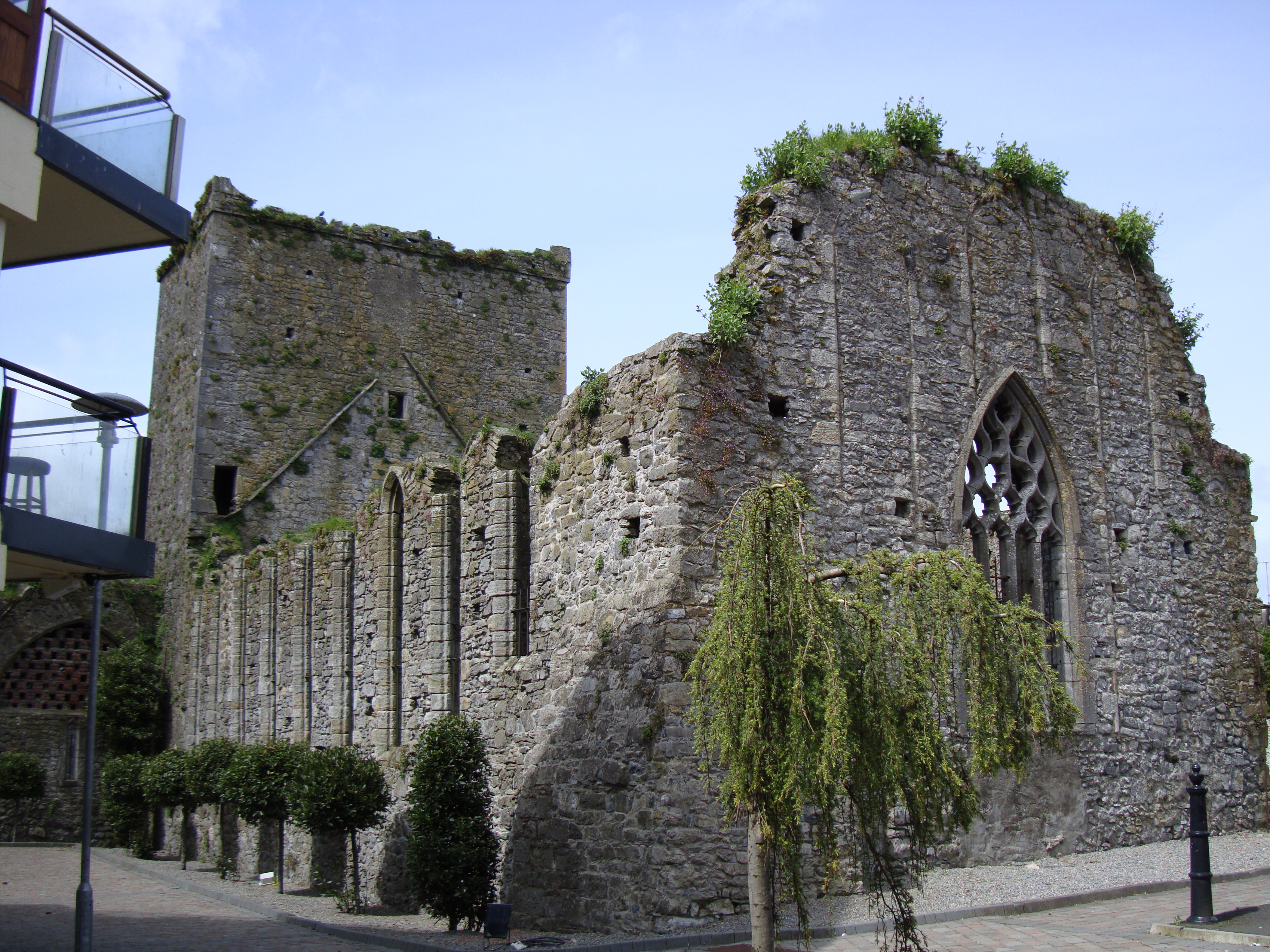
L'abbaye Saint-Dominique.

Cashel est le siège d’un archevêché catholique et d’un évêché anglican.
L'abbaye médiévale Saint-Dominique, dominicaine, fondée en 1243 est située à Cashel, à 300 mètres au sud-est du Rock of Cashel. En contrebas du même site, mais au sud-ouest, se trouve dans une prairie les ruines de l'abbaye de Hore, cistercienne, fondée en 1272 et dissoute en 1540.

## Personnalités liées à la commune
- Robert Peel (1788-1850), a commencé sa carrière parlementaire en tant que député de la circonscription de Cashel
- Delia Moclair (1895-1971), obstétricienne, y est née.
- John Ryan, mort en octobre 1937 à Cashel, est un joueur de rugby à XV qui a évolué avec l'équipe d’Irlande.
- Denis Fogarty, né en 1983, également joueur de rugby à XV.